# Puthia
Puthia (en bengali : পুঠিয়া) est une upazila du Bangladesh dans le district de Rajshahi. En 1991, on y dénombrait 159 405 habitants.